# Villeneuve-de-la-Raho
Villeneuve-de-la-Raho là một xã thuộc tỉnh Pyrénées-Orientales trong vùng Occitanie phía nam Pháp. Xã này nằm ở khu vực có độ cao trung bình 55 mét trên mực nước biển.